# Темелко Хаджиянев
Темелко Хаджиянев или Янев (изписване до 1945 година: Темелко хаджи Яневъ) е български общественик, търговец, книжар и деец на късното Българско възраждане в Македония.

## Биография
Темелко Хаджиянев е роден в 1848 година в мелнишкото село Склаве, тогава в Османската империя в заможно семейство. Активно участва в църковно-училищните борби. През 1879 година се преселва в Мелник, където купува къщата на хаджи Мильо Иванов в центъра на града. Занимава се с търговия и става един от най-влиятелните български търговци в Мелнишко. През 1886 година се нарежда сред първите дарители на новооснованото българско читалище „Просвета“ в града. Подпомага финансово и мелнишкото българското училище.
След Младотурската революция в 1908 година Хаджиянев е член на Постоянното присъствие при солунския валия като представител за Серския санджак. По същото време той открива книжарница с бакалница в Мелник и става първият български книжар в района. В книжарницата се продават различни училищни пособия, учебна и художествена литература от издателството на Христо Г. Данов. На два пъти е обвиняван в разпространение на пропагандна литература и е арестуван и затварян от турските власти - първия път в Сяр, а другия - в затвора Еди куле в Солун.
По време на Междусъюзническата война през 1913 година почти цялото му имущество и капитал са ограбени от гръцките военни власти. След отказ да приеме гръцка народност, гърците решават да го убият заедно с жена му. Предупреден за това от свой приятел грък, Хаджиянев успява да избяга и се укрива в село Райковци. По-късно се завръща в родното си село, където почива от изтощение.